# Pterois mombasae
Pterois mombasae là một loài cá biển thuộc chi Pterois trong họ Cá mù làn. Loài này được mô tả lần đầu tiên vào năm 1957.

## Từ nguyên
Từ định danh mombasae được đặt theo tên gọi của thành phố Mombasa của Kenya, bờ biển nơi mà mẫu định danh của loài cá này được thu thập.

## Phân bố
P. mombasae có phân bố rộng rãi trên Ấn Độ Dương, từ vịnh Ba Tư và Đông Phi trải dài đến biển Andaman và phía bắc đảo Sumatra, giới hạn phía nam đến Nam Phi. Quần thể Tây Thái Bình Dương đã được xác định là một loài hợp lệ, tức Pterois paucispinula.
P. mombasae sống trên các rạn san hô, độ sâu đến ít nhất là 65 m.

## Mô tả
Chiều dài cơ thể lớn nhất được ghi nhận ở P. mombasae là 16,5 cm. Đầu và thân có các dải màu đỏ cam hoặc đỏ nâu, nhạt hơn ở dưới bụng, hồng cam ở ngực và cằm. Có đốm sẫm nâu đỏ ở phần dưới nắp mang. Các sọc mảnh màu trắng hoặc hồng nhạt tách màu cơ thể thành những dải sọc dày. Các gai và màng vây lưng có các vòng đốm màu đen, xám đậm hoặc nâu, ngăn cách bởi các vòng trắng hoặc phớt hồng. Màng các vây mềm thường có màu hồng nhạt, gần như trong suốt nhưng có nhiều đốm đen nhỏ. Vây ngực có 6–48 đốm đen khá lớn (gần bằng đường kính mắt) trên màng.
P. mombasae ở Sri Lanka tương tự như P. paucispinula ở điểm thường có 18 tia vây ngực và các gai vây lưng tương đối dài. Số lượng tia vây ngực thường được coi là đặc điểm nhận dạng hữu ích đối với một số loài phân họ Pteroinae, còn chiều dài gai vây lưng thay đổi tùy theo loài và quần thể. Tuy vậy, các đặc điểm còn lại của P. mombasae Sri Lanka đều khớp với P. mombasae ở những nơi khác, do đó quần thể Sri Lanka được xem như một biến thể địa lý ở P. mombasae. Ngoài ra, các mẫu vật thu thập ở phạm vi phía đông, là ranh giới giữa Ấn Độ Dương và Thái Bình Dương, mang đặc điểm trung gian giữa P. mombasae và P. paucispinula, cần được kiểm tra chi tiết hơn, bao gồm cả việc phân loại về mặt di truyền học.
Số gai vây lưng: 13; Số tia vây lưng: 10–11; Số gai vây hậu môn: 3; Số tia vây hậu môn: 6; Số gai vây bụng: 1; Số tia vây bụng: 5; Số tia vây ngực: 17–20.

## Thương mại
P. mombasae có thể được bán tươi với số lượng nhỏ ở các chợ cá, nhưng điều này khá ít gặp.